# 読取革命
読取革命（よみとりかくめい）は、ソースネクストが一般消費者向けに販売している光学文字認識ソフトである。パナソニックソリューションテクノロジーが開発した日本語文字認識エンジンとABBYY社製の英語OCRエンジンを搭載している。
最初のバージョンは1995年に九州松下電器が発売した。2020年7月、ソースネクストがパナソニックソリューションテクノロジーから使用許諾を取得し、Ver.16以降の開発と販売を行っている。

## バージョン履歴
- 読取革命(Ver1.0)
  - 1995年発売
- 読取革命 Ver.2.0
  - 1997年12月1日、九州松下電器より発売[4]
- 読取革命 Ver.3.0
  - 1998年12月1日発売[5]。
- 読取革命2000
  - 1999年12月1日発売[6]。
  - 松下電器産業と九州松下電器が開発及び販売。
  - 2000年4月1日から担当会社が九州松下電器からパナソニックＩＴソリューションに変更[7]。
- 読取革命2001
  - 2000年12月1日発売[8]。
  - 松下電器産業とパナソニックITソリューションが開発及び販売。
- 読取革命2002
  - 2001年12月1日発売[9]。
  - 松下電器産業と松下システムソリューションズが開発及び販売。
- 読取革命Ver.7
  - 2002年11月15日発売[10]。
  - 松下電器産業と松下システムソリューションズが開発及び販売。
- 読取革命Ver.8
  - 2003年11月21日発売[1]。
  - 松下電器産業が開発及び販売。
- 読取革命Ver.9
  - 2004年11月19日発売[11]。
- 読取革命Ver.10
  - 2005年11月25日発売[12]。
- 読取革命Ver.11
  - 2006年12月8日発売[13]。
  - 松下電器産業が開発及び販売。
- 読取革命Ver.12
  - 2008年2月29日発売[14]。
  - パナソニックが開発及び販売。
- 読取革命Ver.13
  - 2009年2月27日発売[15]。
- 読取革命Ver.14
  - 2010年2月12日を発売[16][17]。
  - パナソニック ソリューションテクノロジーが開発及び販売。
- 読取革命Ver.15
  - 2012年9月21日発売[18][17]。
  - パナソニック ソリューションテクノロジーが開発及び販売。
- 読取革命Ver.16
  - 2020年10月7日発売[19][20]。
  - パナソニックソリューションテクノロジーとソースネクストが開発し、ソースネクストが販売、サポート。
- 読取革命Ver.17
  - 2024年8月6日ダウンロード版発売、2024年9月3日パッケージ版発売[21]。
  - ソースネクスト、パナソニックソリューションテクノロジー、ファンファーレの3社で開発し、ソースネクストが販売とサポートを行う。

## 読取革命Lite
一部のキヤノン製のスキャナには機能限定版である読取革命Liteがバンドルされている。日本語に特化しており、英単語のスペルチェックなどは搭載されていないほか、入出力ファイル形式などに制限がある。しかし通常版はWindows版のみであるが、読取革命LiteにはMac版も存在する。
2015年1月21日、バージョン1.2.02へのアップデートが無償提供された。このアップデートでWindows 8.xに対応し、読取革命 Ver.15の日本語OCRエンジンが搭載されている。
2017年12月末日、ライセンス契約終了に伴いサービス提供を終了した。

## 名刺読取革命
読取革命の文字認識技術を利用して、名刺の読み込みと管理に特化した名刺読取革命が2003年に発売された。
2020年3月10日をもって、販売および開発を終了し、2021年3月10日をもってアップデートの提供を終了した。

### バージョン履歴
- 名刺読取革命(Ver.1)
  - 2003年9月16日発売[28]。
  - 最終アップデートは、2004年9月21日リリースのVer.1.02[29]。
- 名刺読取革命Ver.2
  - 2006年10月13日発売[26][30]。
  - パナソニック ソリューションテクノロジーが開発及び販売。
  - 最終アップデートは、2009年3月16日リリースのVer.2.12[31]。